# Vinařice, Kladno
Vinařice là một làng thuộc huyện Kladno, vùng Středočeský, Cộng hòa Séc.